# Pedranópolis
Pedranópolis é um município brasileiro do estado de São Paulo. Localiza-se a uma latitude 20º14'51" sul e a uma longitude 50º06'37" oeste, estando a uma altitude de 475 metros. A cidade tem uma população de 2.558 habitantes (IBGE/2010) e área de 260,2 km². O município é formado pela sede, pelo distrito de Santa Isabel do Marinheiro e pelo povoado de Dulcelina.

## História
No ano de 1936, os primeiros habitantes chegaram e se instalaram em suas propriedades agrícolas, situadas entre as vertentes do Córrego das Pedras e do Ribeirão do Marinheiro. Essas primeiras fazendas foram compradas por Victor Garbarino. Toda essa região era chamada pelos antigos moradores de “Sertão do Marinheiro”.
No dia 6 de agosto de 1937, dia de Bom Jesus, foi fundada uma pequena vila, por João Gonçales Leite, auxiliado por José Pagne, que recebeu a denominação "Pedranópolis" que se originou do Córrego das Pedras que corta o Patrimônio, com o sufixo grego -″pólis″ que significa ″cidade″, portanto, ″cidade das pedras″. 
Em 13 de junho de 1938 foi celebrada a primeira missa, fincando o cruzeiro numa clareira da mata, onde fora construído uma capela, que posteriormente daria lugar à Igreja Matriz de Pedranópolis, em louvor a seu padroeiro “Bom Jesus”.
O distrito de paz foi criado em 3 de agosto de 1945 e o município em 31 de dezembro de 1958 pela Lei nº 5.121. O município foi, porém, instalado somente em 28 de fevereiro de 1964 pela lei nº 8.092, deixando de ser distrito de Fernandópolis.
No dia 21 de março de 1965, tomou posse o primeiro prefeito, o Jerônimo Fuzita, bem como o primeiro presidente da Câmara, o Joaquim Pio dos Santos.
Dentre as primeiras famílias que habitaram a cidade estão João Gonçalves Leite e José Pagne. Outras famílias também logo chegaram e se instalaram. São eles José Gonçalves Leite, Augusto Lacerda, Manuel Alves, Paulo Brianti, Sabino Brianti, Antonio Barbuio, Família Vissoti, Família Desan, Beppino Pagne, Hemíinio Zampier, Joaquim Sartin, Antonio Bala, Gregório Bala, Leopoldo Grozza, Luís Anselmo de Sousa, Arlindo Coelho, Caetano Maia (que se candidatou muitas vezes para prefeito), Jerônimo Faria (pai do empresário Walter Faria), família Campoi, Reinaldo Mantovani, Francisco Castilho Padilha, Luís Barufi, Romão Godoi, Familia Mariani entre outros.

## Geografia
Possui uma área de 260,2 km².

### Hidrografia
- Ribeirão do Marinheiro
- Córrego das Pedras

### Rodovias
- SP-320

## Demografia

### População
| Crescimento populacional                             | Crescimento populacional | Crescimento populacional | Crescimento populacional |
| Ano                                                  | População Total          |                          | %±                       |
| ---------------------------------------------------- | ------------------------ | ------------------------ | ------------------------ |
| 1970                                                 | 4 495                    |                          | —                        |
| 1980                                                 | 3 554                    |                          | −20,9%                   |
| 1991                                                 | 3 105                    |                          | −12,6%                   |
| 2000                                                 | 2 734                    |                          | −11,9%                   |
| 2010                                                 | 2 558                    |                          | −6,4%                    |
| 2022                                                 | 2 787                    |                          | 9,0%                     |
| Est. 2024                                            | 2 848                    | [ 6 ]                    | 2,2%                     |
| Fontes: Censos Demográficos IBGE e Estimativas SEADE |                          |                          |                          |

### Dados demográficos
Dados do Censo - 2010
População Total: 2.558
- Urbana: 1.591
- Rural: 967
- Homens: 1.314[11]
- Mulheres: 1.244

Densidade demográfica (hab./km²): 9,83
Dados do Censo - 2000
Mortalidade infantil até 1 ano (por mil): 10,43
Expectativa de vida (anos): 74,42
Taxa de fecundidade (filhos por mulher): 1,91
Taxa de Alfabetização: 86,14%
Índice de Desenvolvimento Humano (IDH-M): 0,778
- IDH-M Renda: 0,661
- IDH-M Longevidade: 0,824
- IDH-M Educação: 0,848

(Fonte: IPEADATA)

## Infraestrutura

### Comunicações
O sistema de telefones automáticos foi inaugurado na cidade em 1985 pela Telecomunicações de São Paulo (TELESP), que também implantou o sistema de discagem direta à distância (DDD) em 1989 com o código de área (0174). Anteriormente a cidade era atendida pela Companhia de Telecomunicações do Estado de São Paulo (COTESP).
Na década de 90 o código DDD da cidade foi alterado para (017), para padronização do sistema telefônico com a telefonia celular que estava sendo implantada em todo o estado.

## Administração
- Prefeito:   José Roberto Martins(2013/2016)
- Vice-prefeito: Belizário Ribeiro Donato
- Presidente da câmara: Antônio Ferreira dos Santos (2013/2014)

## Religião
O Cristianismo se faz presente na cidade da seguinte forma:

### Igreja Católica
- A igreja faz parte da Diocese de Jales.[16]

### Igrejas Evangélicas
- Assembleia de Deus Ministério do Belém.[17][18]
- Congregação Cristã no Brasil.[19]